# George Laport
George Laport (Comblain-au-Pont, 13 augustus 1898 — Dachau, februari 1945) was een Waals schrijver, historicus en heemkundige.
Hij was afkomstig uit Sprimont, in de streek van de Ourthe en de Amblève in de Ardennen, en was van kindsbeen af sterk gefascineerd door oude volksverhalen. Nadat hij universitaire studies had aangevat, overleed zijn vader; hierdoor opgehouden vroeg hij zich af wat hij nu eigenlijk zou willen doen. Hij besloot een carrière in de commercie te combineren met een diepgaande bestudering van de folklore.
Behalve traktaten over bodemontginning schreef hij ruim een dozijn boeken over de folklore van zijn streek; hij trok rond doorheen de Ardennen, sprak met oude mensen en verzamelde antieke vertellingen over spoken, weerwolven en mirakelen, en benaderde wat hij hoorde met een zo kritisch mogelijke blik. Sommige verhalen zijn waargebeurd, zoals notoire moordpartijen waarvoor tegenwoordig nog ergens een eeuwenoud kruisbeeld in het landschap staat, of verwoeste kastelen in de streek, waarvan daadwerkelijk nog ruïnes terug te vinden zijn. Andere zijn heiligenlegendes of oude vertellingen uit de chanson de geste, zoals de verschillende versies van de geschiedenis van het Ros Beiaard die in de vroege twintigste eeuw nog de ronde deden. Laports voornaamste bekommernis was deze verhalen voor het nageslacht te bewaren; de moderne tijd had het landschap reeds veranderd, en de orale tradities gingen snel verloren. Rotsen waar vroeger verlokkende feeën woonden (men vindt ook verwijzingen naar de Lorelei), werden nu door spoorlijnen doorsneden, de mensen gingen in steden wonen en de overlevering verdween; hiervoor drukt Laport geregeld zijn spijt uit. Ook schreef hij een biografie van de schrijver Marcellin La Garde.
Laport was afgevaardigde van de Société des Écrivains Ardennais. Vanaf 1932 werd hij lid van de Société de Littérature Wallonne, en in 1937 van de Commission Nationale de Folklore. Reeds bij aanvang van de Tweede Wereldoorlog ging hij in het Verzet; hij werd echter in 1942 gearresteerd. De nazi's deporteerden hem naar Dachau, alwaar hij in februari 1945 overleed.
Laport richtte in Comblain-au-Pont een lokaal heemkundig museum op.

## Werken
- 1923 Au pays de l'Ourthe et de l'Amblève, la carrière de granit, la scierie
- 1923 Les carrières au pays de l'Ourthe et de l'Amblève
- 1927 Marcellin La Garde
- 1927 Légendes des bords de l'Ourthe et de l'Amblève
- 1929 Le folklore des paysages de Wallonie
- 1929 Le folklore des paysages du Grand-Duché de Luxembourg
- 1931 La fabrication des canons de fusil en Damas
- 1931 La vie trépidante de Théroigne de Méricourt
- 1932 Les contes populaires wallons

- Gemeinsame Normdatei: 1055461329
- International Standard Name Identifier: 0000 0001 1027 1865
- Library of Congress Control Number: n84025142
- Nationale Bibliotheek van Israël: 987007440806305171
- Nederlandse Thesaurus van Auteursnamen: 067463606
- Système universitaire de documentation: 080173705
- Virtual International Authority File: 55169791
- WorldCat: E39PBJfxfvyd3m4GMjDr9kbyBP